# Sébastien Farina
 (mai 2014).
Si vous disposez d'ouvrages ou d'articles de référence ou si vous connaissez des sites web de qualité traitant du thème abordé ici, merci de compléter l'article en donnant les références utiles à sa vérifiabilité et en les liant à la section « Notes et références ».
Sébastien Farina, né en 1969, est un boxeur de savate boxe française ayant acquis les titres de champion de France, d'Europe et du monde et de kick-boxing avec les titres de champion d'Europe et du monde. Il est réputé pour sa technicité (1,69 m pour 62 kg).

## Biographie
Élève des grands entraineurs de la discipline, tel que : Hervé Bruandet (ancien entraîneur de l'équipe de France de Boxe Française à l'INSEP) et Robert Paturel, il pratique au « club du Bélier » situé dans le 13e arrondissement de Paris. Il a quitté la boxe française en 1992 pour tenter une carrière en kick-boxing. Il parvient à décrocher un titre de champion du monde avant de raccrocher les gants à 28 ans. À Marly-le-Roi, il est agent général d'assurance depuis 2008 et enseigne la boxe.
Il est considéré, encore de nos jours comme une légende de la boxe française.

## Palmarès

### Boxe française
- Champion de France en 1989, 1991 et 1992, dans la catégorie des poids super-plumes ;
- Champion d’Europe junior en 1987, dans la catégorie des poids super-plumes ;
- Champion du monde 1992, dans la catégorie des poids super-plumes ;
- Vainqueur de la Coupe du monde en 1989, dans la catégorie des poids super-plumes.

### Kick-boxing
- Champion de France W.K.A en 1989, dans la catégorie des moins de 60 kg ;
- Champion d’Europe W.K.A en 1994 contre Abel El Quandili par KO au 10e round sur high kick ;
- Champion du monde W.K.A en 1995, dans la catégorie des moins de 61,5 kg, contre Paul Lenehan par Ko au 9e round sur low kick ;
- Champion du monde W.K.A en 1995, dans la catégorie des moins de 63,5 kg, contre Dany Steel aux points (ce dernier combat a été diffusé sur Canal+, le 17 novembre 1995).